# Char Schneider CA1
Pour les articles homonymes, voir Schneider.
Le char Schneider CA1 est un véhicule blindé et chenillé utilisé au cours de la Première Guerre mondiale. C'est, en 1917, le premier char de combat utilisé par l'armée française. Il a été conçu pour ouvrir des passages à l'infanterie à travers les réseaux de fils de fer barbelés et pour détruire les nids de mitrailleuses ennemis. 400 exemplaires sont construits par SOMUA, une filiale de Schneider et Cie dans la région parisienne. Le char Schneider CA1, engagé sur le front pour la première fois le 16 avril 1917, sera utilisé sans interruption jusqu'à l'armistice de 1918.

## Historique
Dès la fin de 1914, l'armée française recherche un moyen nouveau de contrer les mitrailleuses et les réseaux de barbelés de la guerre de tranchées. Il ne peut s'agir que d'un véhicule blindé et armé capable de déplacements sur un terrain défoncé par les pilonnages d'artillerie. En janvier 1915, la société Schneider et Cie s'engage dans la conception d'un nouvel engin militaire répondant à ce besoin, inspiré des tracteurs agricoles chenillés, de fabrication américaine Holt Caterpillar, utilisés pour les besoins de l'artillerie.  

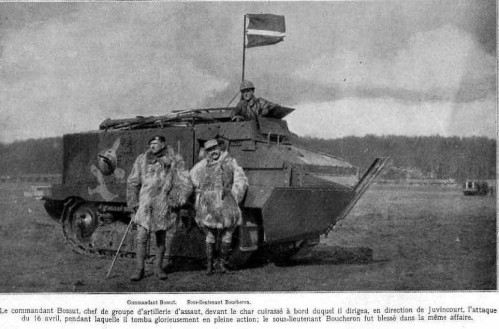
Louis Bossut devant son CA1 "Trompe la mort ".

Sous l'impulsion du colonel Jean Baptiste Eugène Estienne, le prototype conçu par Eugène Brillié est présenté le 16 juin 1915 devant le Président de la République française, Raymond Poincaré. La démonstration ayant convaincu celui-ci, dix unités sont commandées. Il s'agit du modèle Holt "Baby" sans roues directrices, qui avait séduit Schneider, lors d'un essai en mai 1915, au Creusot.   
Le développement d'un second prototype, le tracteur A, va se faire avec la Compagnie des Forges et Aciéries de la Marine et d'Homécourt (FAMH) à Saint-Chamond. Après l'apparition de divergences, chaque société va développer son propre engin : le char Schneider CA1 pour Schneider et Cie, et le char Saint-Chamond pour FAMH. 
Les premiers chars Schneider sont livrés en septembre 1916. Construit pour un équipage d'un conducteur et de cinq servants, le blindé est équipé d'un canon de 75 mm BS  (Blockhaus Schneider) court monté à l'avant droit et de deux mitrailleuses Hotchkiss latérales, protégées par des boucliers hémisphériques. L'avant est une étrave munie d'un rail d'acier qui permet de cisailler puis d'écraser les réseaux de barbelés et qui facilite aussi dans une certaine mesure le franchissement de tranchée.

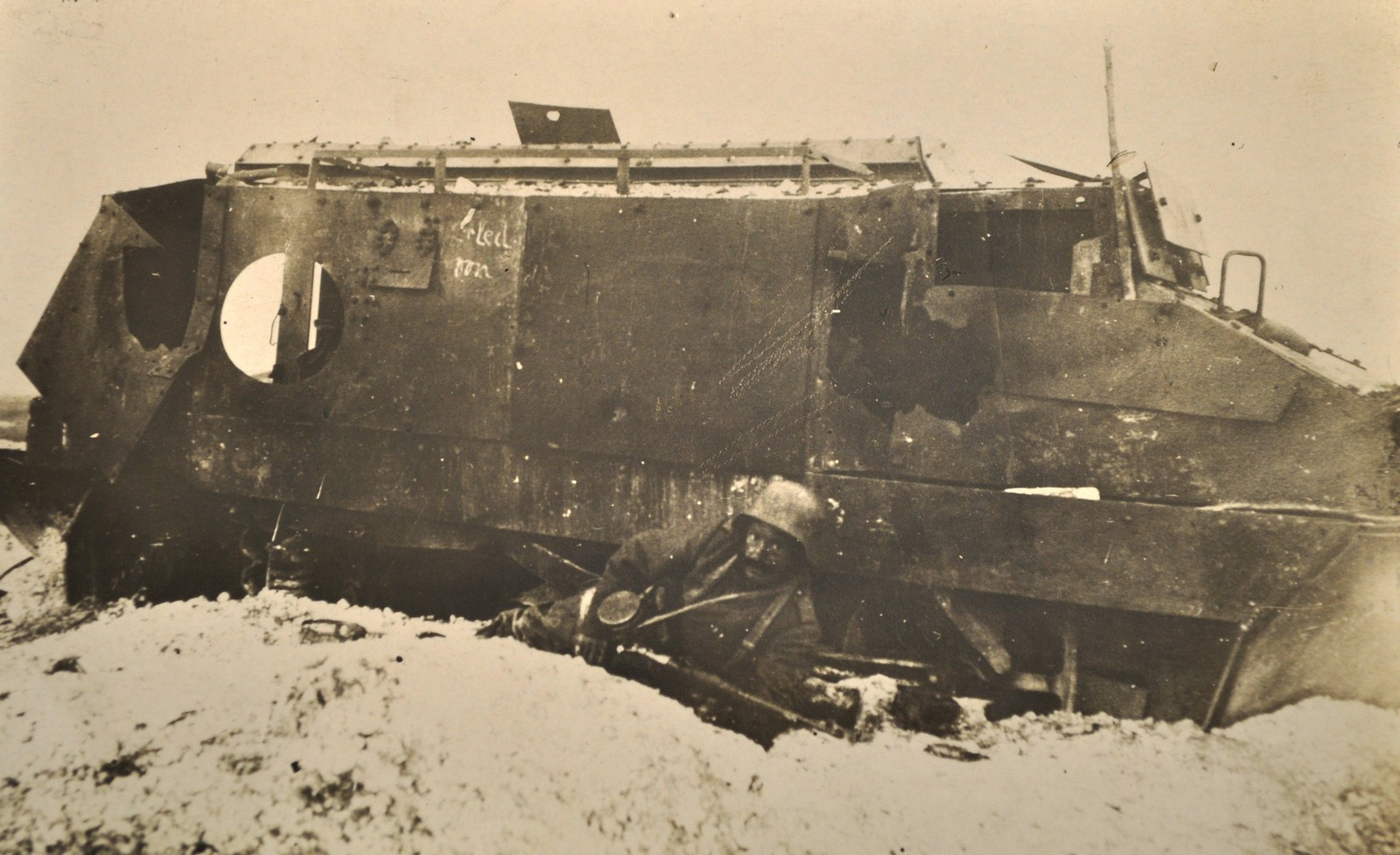
Char Schneider détruit par l’armée allemande.

Quatre-vingt-deux chars Schneider combattent pour la première fois le 16 avril 1917 à Berry-au-Bac, sur le Chemin des Dames. Ce premier engagement se solde par plus de la moitié des chars engagés détruits par l'artillerie adverse. Le char Schneider montre un volume interne habitable très étroit pour un équipage de six hommes et ses capacités de ventilation ainsi que le mauvais champ de vision qu'il offre à l'équipage le rendent pénible à utiliser. De plus, son blindage latéral initial trop faible (vulnérable aux balles "K" à noyau d'acier allemandes) et son réservoir d'essence initialement placé à l'avant du char le rendent très vulnérable. Dans les versions suivantes, le réservoir d'essence est déplacé à l’arrière du Schneider et sa caisse est dotée d'un surblindage de 5,5 mm. En outre, les munitions sont par la suite stockées horizontalement, ce qui permet un gain d'espace et l'ajout d'une portière sur le flanc gauche. Le moteur Schneider, les boîtes de transmission et les chenilles sont relativement fiables, ce qui explique que l'engin reste en service après la première guerre mondiale. Il a notamment servi dans l’armée espagnole pendant la Guerre du Rif, et jusqu'au siège de l'Alcázar de Tolède où disparurent les derniers exemplaires espagnols.

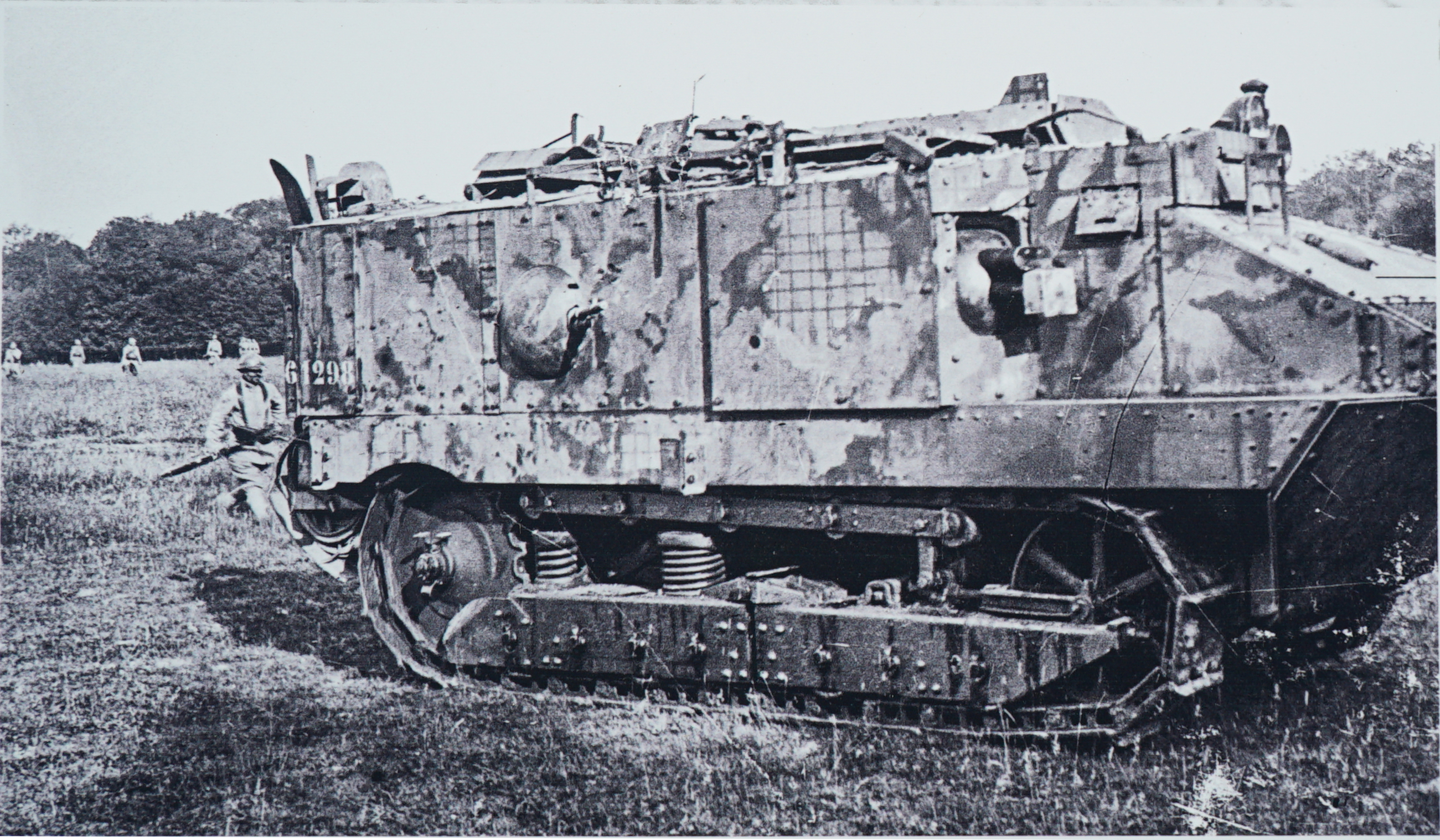
Unité d'infanterie progressant derrière un CA1 en 1918.

Malgré l'amélioration du blindage, l'armée française s'en tient à sa commande de 400 unités à SOMUA, mais n'en commandera pas davantage. Elle choisit plutôt les nouveaux chars légers Renault FT dont le nombre dépassera plus de 1 500 à la fin de la guerre. Les chars Schneider restent en service jusqu'à l’Armistice, escortant l'infanterie et les chars FT.
Le seul et unique char Schneider CA1 subsistant est préservé au musée des Blindés de Saumur. Il a été entièrement remis en état de marche avec son moteur et ses transmissions d'origine, par les équipes du Musée des blindés. Avant son retour  en  France, ce char Schneider CA1 était préservé à l'"United States Army Ordnance Museum" of "Aberdeen Proving Grounds" dans le Maryland, (États-Unis).

### Sources et bibliographie
- François Vauvillier, Tous les blindés de l'armée française - 1914-1940 Histoire de guerre, blindés & matériel, GBM 100, avril, mai, juin 2012,  (ISSN 1956-2497), p. 18, no 3.1, p. 102, no 3.2, 3.3, 3.4.
- Capitaine Dutil, Les chars d'assaut : leur création et leur rôle pendant la guerre, 1915-1918, Paris, Berger-Levrault, 1919, 287 p., lire en ligne sur Gallica.
- François Cochet (dir.) et Rémy Porte (dir.), Dictionnaire de la Grande guerre 1914-1918, Paris, Éditions Robert Laffont, coll. « Inédit ; Bouquins », 2008, 1120 p. (ISBN 978-2-221-10722-5, OCLC 265644254).
- Jean-Philippe Passaqui, « Produire le char Schneider CA1 – 75S, une aventure industrielle des établissements Schneider et de la SOMUA », Bulletin de l'Académie François Bourdon,‎ avril 2018 (lire en ligne [PDF])